# Burczyńscy herbu Lubicz

herb Lubicz

Burczyńscy herbu Lubicz – polski ród szlachecki, którego pochodzenie dotychczas nie zostało gruntownie zbadane.

## Historia
W zaborze austriackim wylegitymował się ze szlachectwa Franciszek Burczyński w 1782 r. przed Lwowskim Sądem Ziemskim.
Adam Boniecki pisał o tym Franciszku, iż był synem Józefa i Elżbiety Jaskólskiej, wnukiem Konstantgo i Anny Popowskiej; jako subdelegat grodzki stężycki odstąpił Skorupkom w 1762 r. swe prawa do Olszowiec w powiecie sandomierskim; umarł w 1795 r., pozostawiając z żony Barbary Piaseckiej: Wiktorię Ewę za Tadeuszem Jakubowskim, Klarę za Stanisławem Majewskim, Marię za Adamem Jakubowskim oraz Stanisława, zmarłego bezżennie w 1829 r., i Franciszka, po którym ze Zbroszkównej pozostało potomstwo.    
Od II połowy XVIII w. do II wojny światowej ród Burczyńskich zamieszkiwał w powiecie tłumackim.